# Mary Whiton Calkins
Mary Whiton Calkins (ur. w 1863, zm. w 1930) – amerykańska psycholog i filozof. 

## Życiorys
Początkowo pracowała jako nauczycielka greki w uczelni dla kobiet Wellesley College, jednak wkrótce poświęciła się psychologii – założyła w college'u laboratorium badań psychologicznych. W czasie studiów psychologii na Uniwersytecie Harvarda współpracowała z Williamem Jamesem i Hugo Münsterbergiem, pisząc pracę naukową na temat pamięci. Opracowała technikę pamięciową skojarzeń parzystych. 

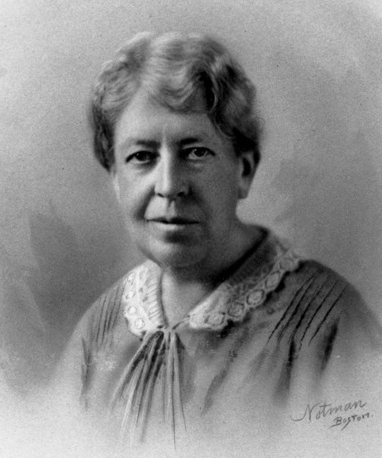
Mary Whiton Calkins

Wypracowała także własną doktrynę filozoficzną, według której wszechświat zawiera odrębne jednostki mentalne, umysł ludzki znajduje się na niższym poziomie istnienia, jednak może wznieść się na poziom wyższy stosując się do określonych praw. Umysłowy poziom istnienia jest zawsze osobisty i indywidualny i dlatego też cały wszechświat musi być świadomym, wszechobejmującym i absolutnym bytem. Te teorie zawarła w książkach: The Persistent Problems of Philosophy (1907) (Stałe problemy filozofii) i The Good Man and The Good (1918) (Dobry człowiek i dobro). Twierdziła, że rozwinęła teorie Samuela Alexandera i nadała im większą spójność. 
Znany stał się fakt, że Uniwersytet Harvarda odmówił jej jako kobiecie nadania stopnia doktora i to pomimo doskonałego wyniku egzaminu oraz rekomendacji uczonych: Williama Jamesa i Josiah Royce’a. Radcliffe College zamierzał nadać jej ten stopień, ale odmówiła. Wybrano ją jednak w 1905 (jako pierwszą kobietę) przewodniczącą Amerykańskiego Towarzystwa Psychologicznego oraz w 1918 Amerykańskiego Towarzystwa Filozoficznego. Stopnia doktora nigdy nie otrzymała.